# Веселі Гори
Веселі Гори —  село в Україні, у Кролевецькій міській громаді Конотопського району Сумської області. Населення становить 10 осіб. До 2020 орган місцевого самоврядування — Божківська сільська рада.

## Географія
Село Веселі Гори знаходиться на березі річки Біжок, яка за теперішнім часом нагадує пересихаючий струмок, який через 7 км впадає в річку Сейм. На відстані 1 км розташоване село Лапшине, за 2,5 км - село Божок, що походить від назви річки. На відстані 2-х км проходить автомобільна дорога М02 E101.

## Назва
Село має місцеву назву "Петухів хутір", що пов'язане з прізвищем "Петух" так як в минулому більшість мешканців мали таке прізвище.[джерело?]
На мапі 1941 року має назву Лапшин.

## Символіка
На гербі зображений півень що веде до неофіційної назви села, зелені пагорби (гори) вказують вже на офіційну назву (герб є промовистим).

## Історія
Село засноване приблизно в 1700 році.

## Сьогодення
Станом на 14.02.2014 рік в селі проживало 7-10 осіб пенсійного віку. В селі є меморіал загиблим воїнам у роки Великої вітчизняної війни, який розташований на території занедбаного «панського маєтку».
12 червня 2020 року, відповідно до розпорядження Кабінету Міністрів України № 723-р «Про визначення адміністративних центрів та затвердження територій територіальних громад Сумської області», село увійшло до складу Кролевецької міської громади.
19 липня 2020 року, в результаті адміністративно-територіальної реформи та ліквідації Кролевецького району, увійшло до складу новоутвореного Конотопського району.

## Відомі люди
- Віктор Дзюба (1936 – 2004), уродженець с. Веселі Гори. Самотужки вивчився і став видатним військовим лікарем-стоматологом. Автор понад 40 наукових праць, кавалер багатьох нагород, відмінник охорони здоров'я СРСР. Проявився у нього і великий поетичний талант світового масштабу, лауреат 7 та 11-го Міжнародних Пушкінських конкурсів. Член Національної Спілки письменників України.
- Худенко Володимир Васильович, уродженець с. Веселі Гори. Депутат районної ради Кролевецького р-ну, громадський діяч, член комуністичної партії.